# Simón del desierto
Simón del desierto is een Mexicaanse filmkomedie uit 1965 onder regie van Luis Buñuel.

## Verhaal
Simon wil dichter bij God zijn en staat al dertig jaar lang op een pilaar in de woestijn. De Duivel tracht hem ervan te overtuigen om van de pilaar af te komen.

## Rolverdeling
| Acteur                | Personage                   |
| --------------------- | --------------------------- |
| Claudio Brook         | Simon                       |
| Silvia Pinal          | De Duivel                   |
| Enrique Álvarez Félix | Broeder Matthias            |
| Hortensia Santoveña   | De Moeder                   |
| Francisco Reiguera    | De Duivel als een Oude Heks |
| Luis Aceves Castañeda | Priester                    |